# Melegnano
Melegnano (milánói dialektusban Meregnàn) település Olaszországban, Lombardia régióban, Milánó megyében. Lakosainak száma 17 964 fő (2023. január 1.). Melegnano Cerro al Lambro, San Giuliano Milanese, Vizzolo Predabissi, Carpiano és Colturano községekkel határos.. Régi neve Marignano.
Az itáliai háborúkban Marignano a Milánói Hercegség megerősített városa volt. 1515. szeptember 14–15-én a város közelében zajlott le marignanói csata egyfelől I. Ferenc francia király és a vele szövetséges Bartolomeo d’Alviano velencei hadvezér csapatai. másfelől a Matthäus Schiner bíboros, pápai legátus által harcba küldött svájci kantonok zsoldos hadserege között, amely a svájciak megsemmisítő vereségével végződött.

## Népesség
A település lakossága az elmúlt években az alábbi módon változott:
| Lakosok száma | 17 437 | 17 940 | 18 127 | 17 964 |
|               | 2013   | 2017   | 2018   | 2023   |